# Samostan Gregoriat
Samostan Gregoriat ali samostan svetega Gregorja (grško starogrško Μονή Οσίου Γρηγορίου, Moní Osíou Gregoríou) je pravoslavni samostan na sveti gori Atos v Grčiji. V hierarhiji dvajsetih atoških samostanov zaseda sedemnajsto mesto. Stoji ob morju na jugozahodni obali polotoka. Je zelo prijazen do romarjev in ima močan občutek za dušebrižništvo. Znan je po izjemnem zborovskem petju bizantinskega korala, pri čemer ga morda prekaša edino samostan Vatoped. 

## Zgodovina
Samostan je ustanovil sveti Gregor (Osios Gregorios) v. 14. stoletju. Posvečen je svetemu Nikolaju.
Po pričevanju ruskega romarja Izaije je bil samostan do konca 15. stoletje srbski.
Leta 1990 je bilo v samostanu 71 menihov. Samostan hrani 279 rokopisov, od tega 11 na pergamentu, in približno 6.000 tiskanih knjig.

## Sklica
1. ↑  http://www.mountathos.gr/active.aspx?mode=en{422167f0-7e69-44f8-8614-ea334bb85bb0}View Arhivirano 2016-03-04 na Wayback Machine..  Arhivirano 4. marca 2016 na Wayback Machine.
2. ↑   A. E. Bakalopulos (1973). History of Macedonia, 1354-1833. str. 166.